# Паниау
Паниау (гав. Pānīʻau) — щитовой вулкан на острове Ниихау, входящем в состав Гавайского архипелага. Высота — 381 м, высочайшая точка острова.
Вулкан сформировал остров Ниихау, кроме того один из его туфовых конусов образовал небольшой островок Лехуа, расположенный в 1,1 км к северу от Ниихау за проливом Кумукахи.